# Fleury-en-Bière
Pour les articles homonymes, voir Fleury.
Fleury-en-Bière est une commune française située dans le département de Seine-et-Marne, en région Île-de-France. En 2022, elle compte 683 habitants.

## Géographie

### Localisation

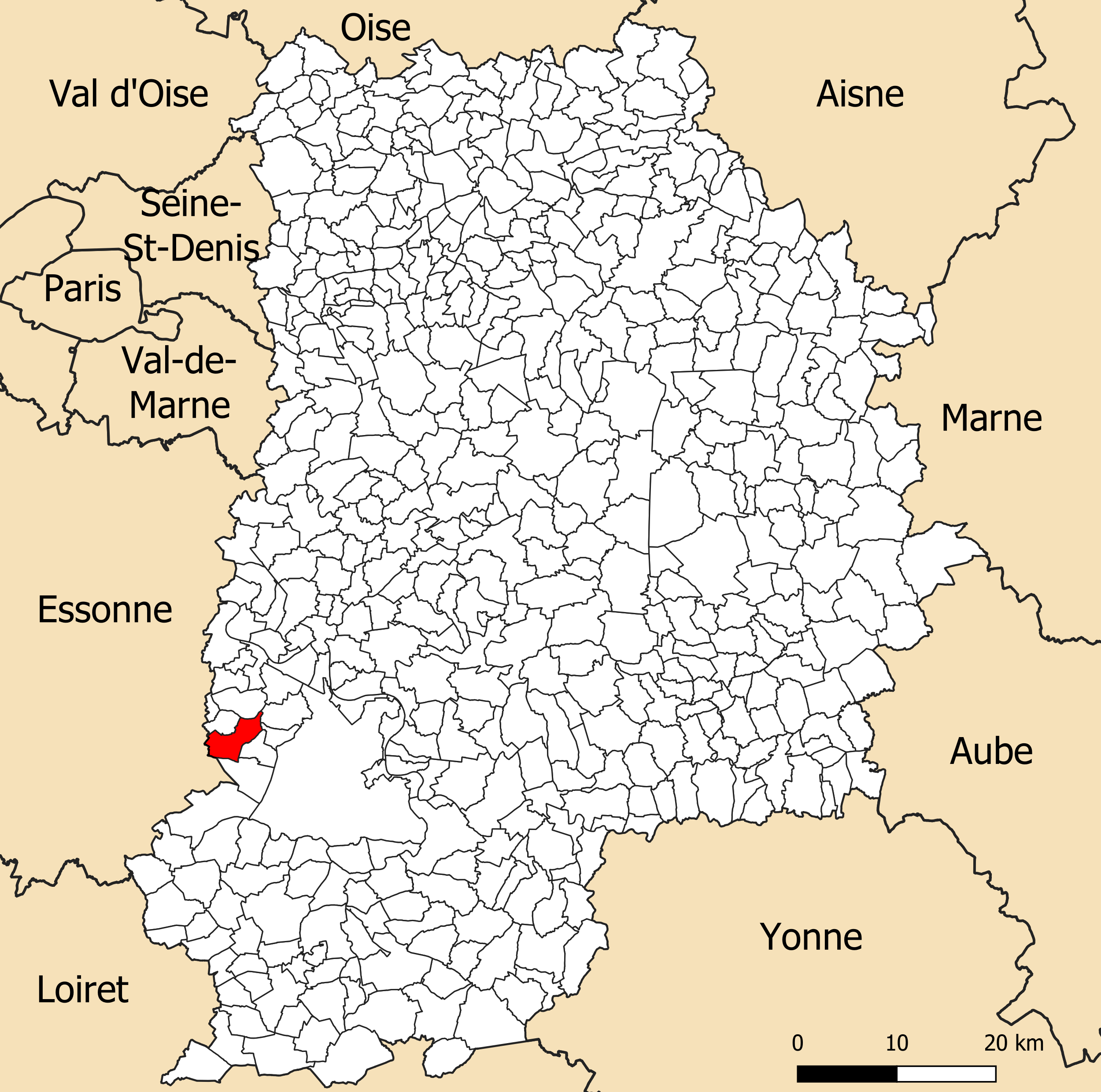
Localisation de Fleury-en-Bière dans le département de Seine-et-Marne.

La commune de Fleury-en-Bière se situe au sud-ouest du département de Seine-et-Marne, en région Île-de-France et au nord-est de la région naturelle du Gâtinais.
Elle se situe à 14,99 km par la route de Melun, préfecture du département et à 15,37 km de Fontainebleau, sous-préfecture. La commune fait en outre partie du bassin de vie de Paris.

### Communes limitrophes

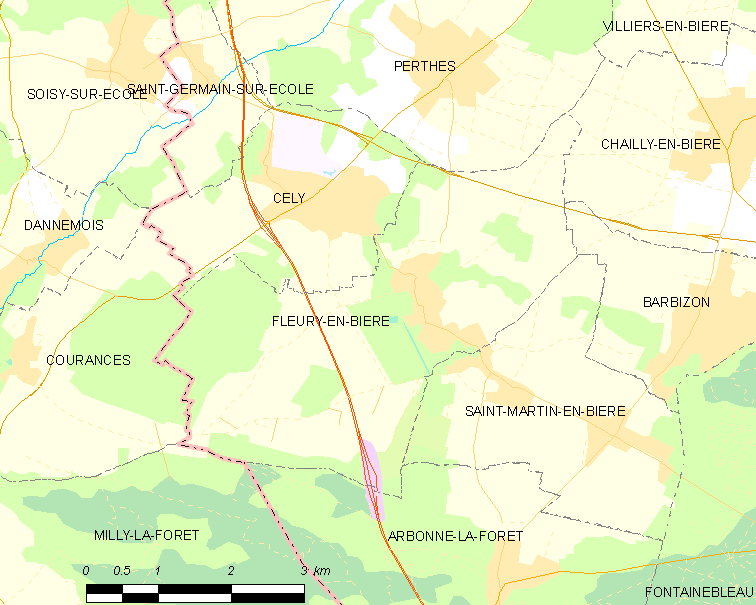
Carte des communes limitrophes de Fleury-en-Bière.

Les communes les plus proches sont : 
Saint-Martin-en-Bière (1,8 km), Cély (1,8 km), Perthes (3,3 km), Arbonne-la-Forêt (4,0 km), Barbizon (4,1 km), Saint-Germain-sur-École (4,2 km), Chailly-en-Bière (4,8 km), Soisy-sur-École (5,0 km).
| Cély                     | Perthes          | Chailly-en-Bière               |
| Courances (Essonne)      | Fleury-en-Bière  | Barbizon Saint-Martin-en-Bière |
| Milly-la-Forêt (Essonne) | Arbonne-la-Forêt |                                |

### Relief et géologie

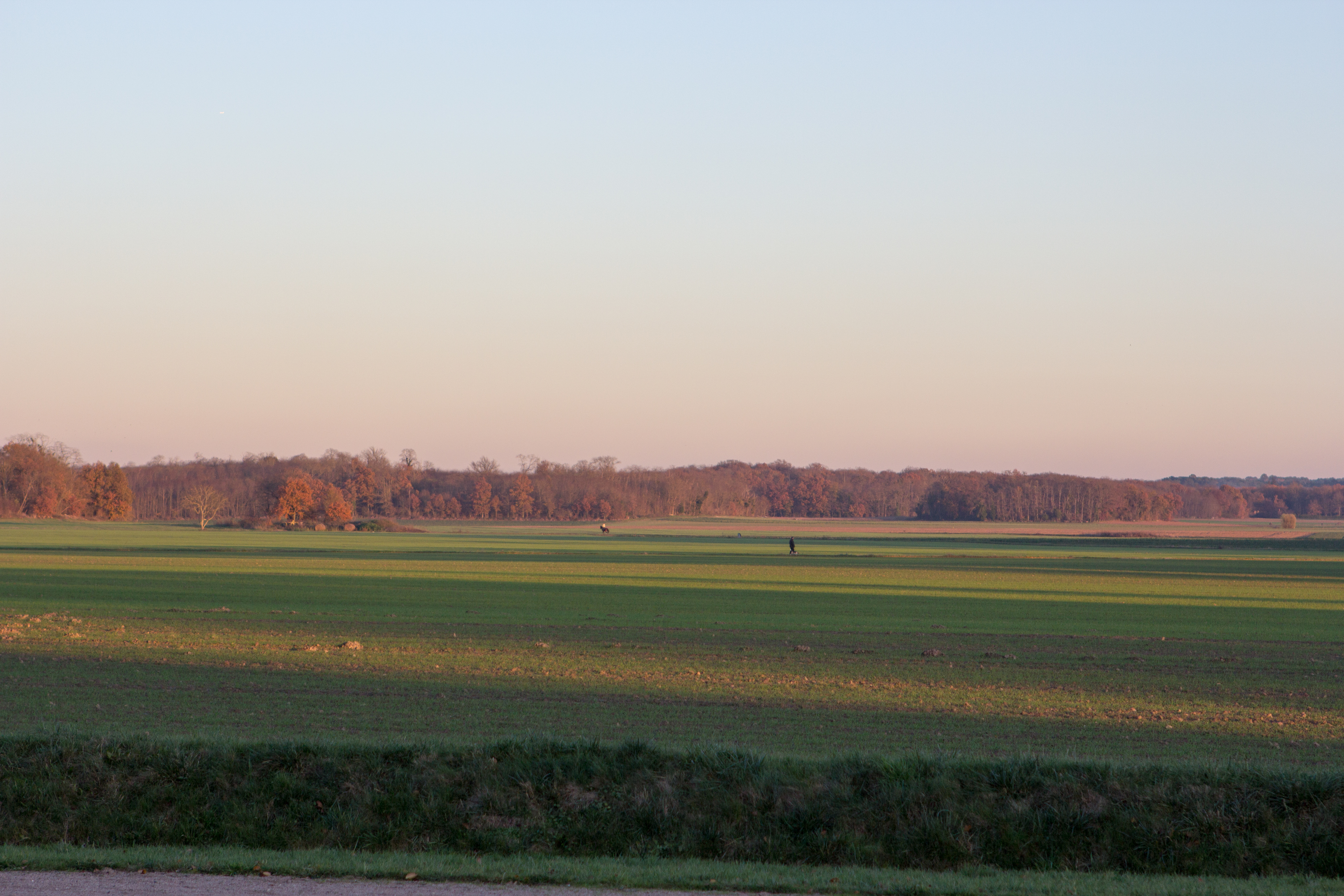
Vue de la plaine de la Bière, à l'est du territoire de la commune.

Le territoire de la commune de Fleury-en-Bière se situe dans le sud du Bassin parisien, plus précisément au nord de la région naturelle du Gâtinais et dans la partie ouest de la plaine de la Bière, plaine qui constitue la partie nord-est de la région du Gâtinais et qui est délimitée au nord et à l'ouest par la rivière École ; à l'est, par la Seine et au sud par la forêt de Fontainebleau.
Géologiquement intégré au Bassin parisien, qui est une région géologique sédimentaire, l'ensemble des terrains affleurants de la commune sont issus de l'ère géologique Cénozoïque (des périodes géologiques s'étageant du Paléogène au Quaternaire),.

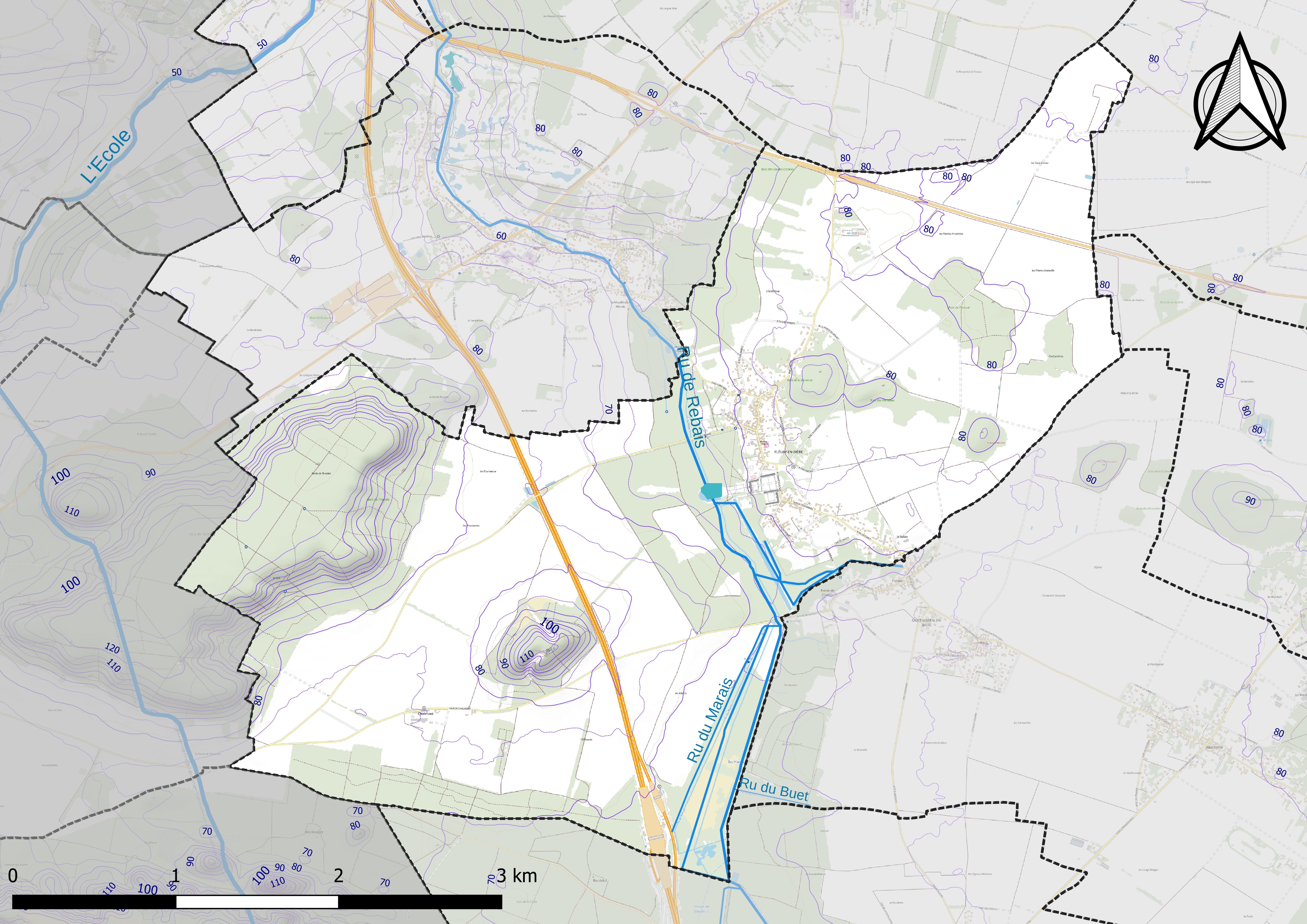
Carte du relief de Fleury-en-Bière.
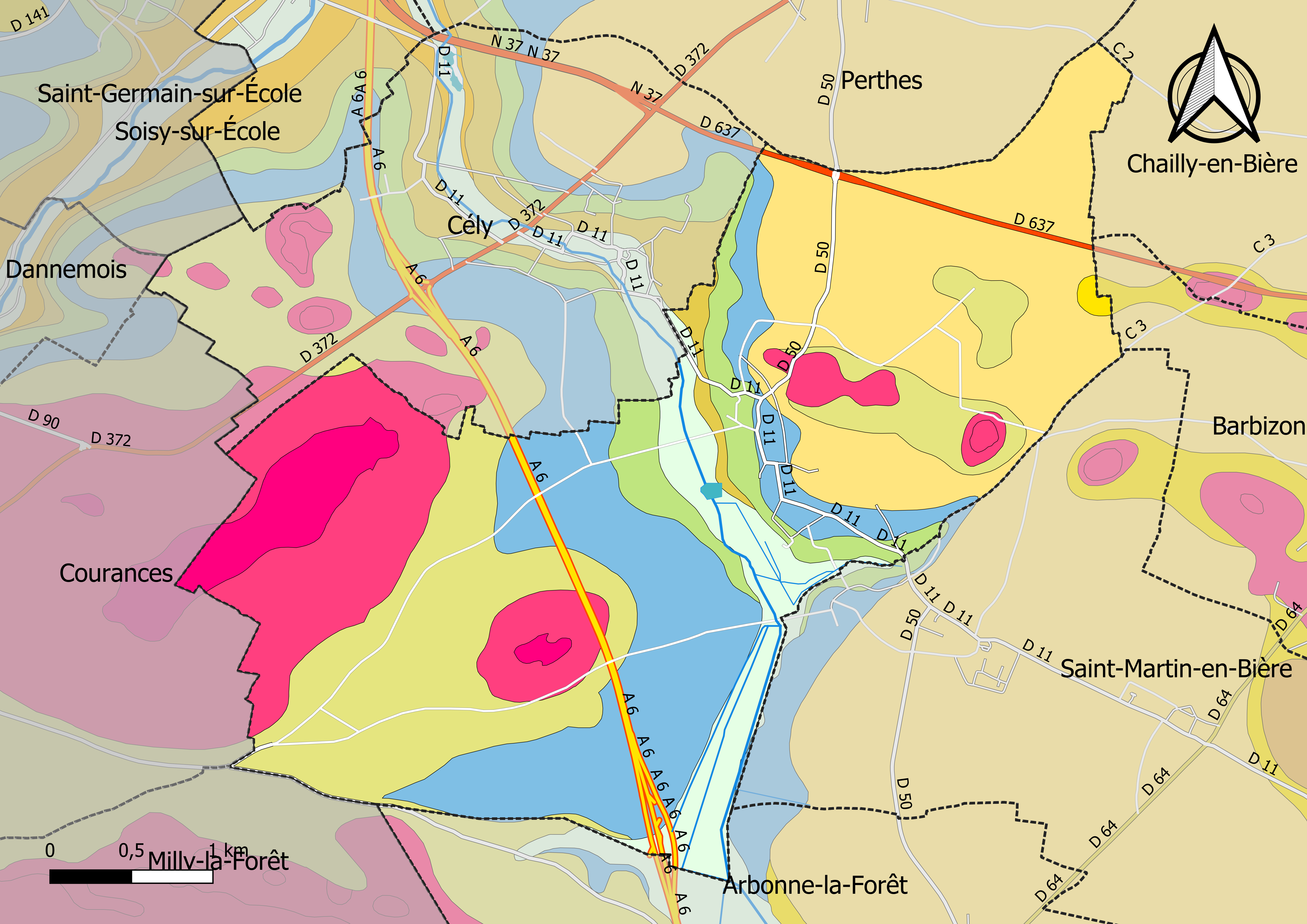
Carte géologique vectorisée et harmonisée de Fleury-en-Bière.

|  | CE : | Colluvions polygéniques éboulis.                                  |
|  | CF : | Colluvions de versant et de fond de vallon.                       |
|  | LP : | Limon des plateaux de composition argilo-marneuse.                |
|  | Fz : | Alluvions récentes : limons, argiles, sables, tourbes localement. |

|  | g1AR : | Argile verte, Glaises à Cyrènes et/ou Marnes vertes et blanches (Argile verte de Romainville) .      |
|  | g1CB : | Calcaire de Brie stampien et meulières plio-quaternaire indifférenciées.                             |
|  | g1CE : | Calcaire d'Étampes, meulières, marnes, calcaires du Gâtinais.                                        |
|  | g1GF : | Grès de Fontainebleau en place ou remaniés (grésification quaternaire de sables stampiens dunaires). |
|  | g1SF : | Sables de Fontainebleau, accessoirement grès en place ou peu remanié (versant).                      |

|  | e7C :  | Calcaire de Champigny, Calcaire de Château-Landon, Marnes de Nemours.        |
|  | e7MS : | Marnes supragypseuses : Marnes blanches de Pantin Marnes bleues d'Argenteuil |

### Hydrographie

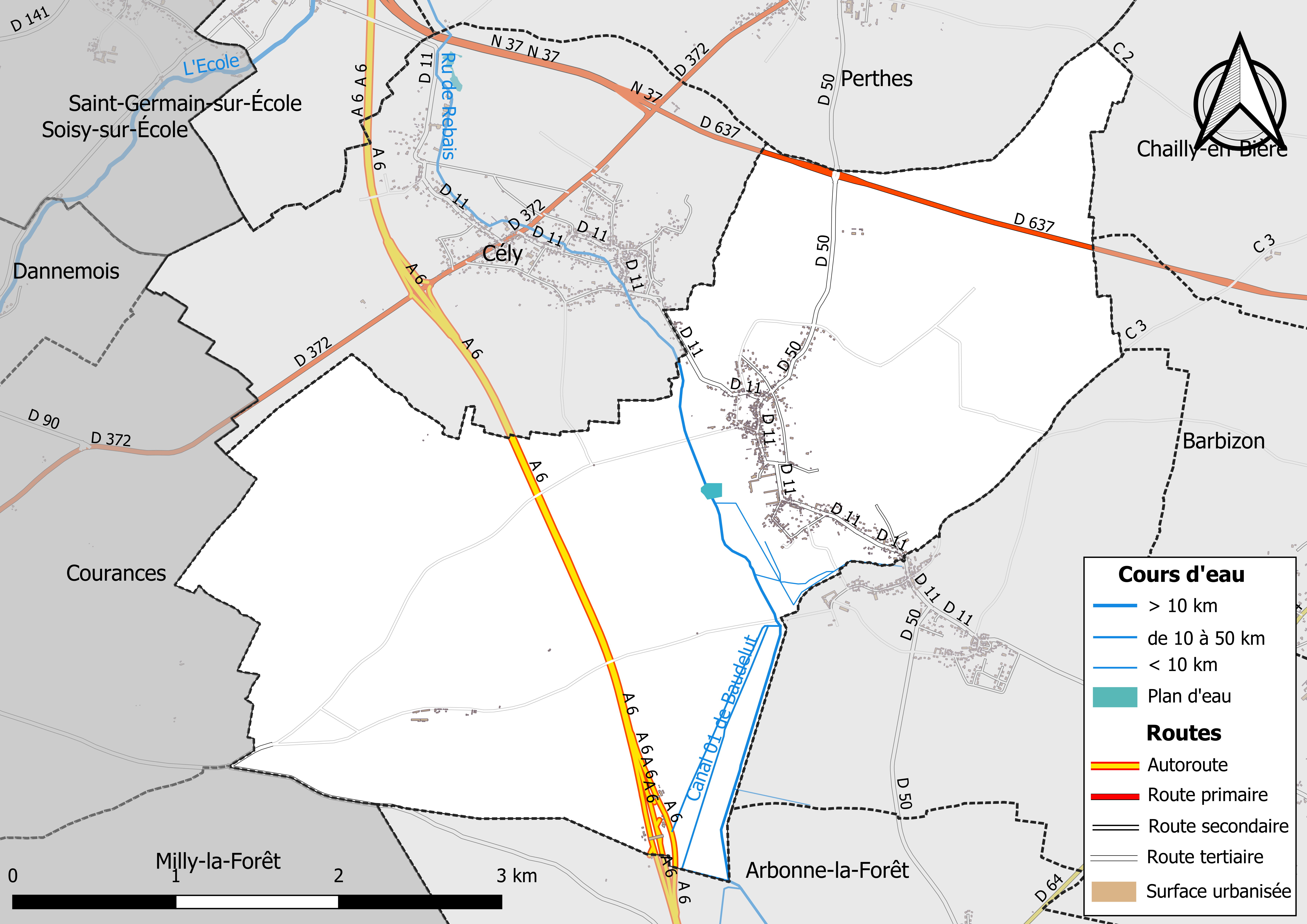
Carte des réseaux hydrographique et routier de Fleury-en-Bière.

Le système hydrographique de la commune se compose de huit cours d'eau référencés : 
- Le ru de Rebais ou ru de la grande prairie[8], affluent droit de la rivière École, d’une longueur de 9,27 km, prend sa source dans les marais d'Arbonne-la-Forêt, au sud de Fleury-en-Bière et se déverse dans la rivière École au niveau du hameau du Petit-Moulin dans la commune de Perthes au nord[9] ;
  - le ru du Buet, 0,48 km[10], et ;
  - le ru du Marais, 1,52 km[11], affluents du ru de Rebais ;
  - le canal 01 de Baudelut, 1,93 km[12], et ;
  - le canal 03 de la Ferme de Champs, 0,16 km[13], et ;
  - le canal 04 de la Ferme de Champs, 1,64 km[14], qui confluent avec le ru de Rebais
- le canal 01 de la Ferme de Champs, 0,35 km[15] ;
- le canal 02 de la Ferme de Champs, 0,27 km[16].

Une rivière souterraine (cavité voûtée à hauteur d'homme) traverse le village du château au lavoir du Loricard[réf. nécessaire].
La longueur totale des cours d'eau sur la commune est de 8,8 km.

### Climat
Pour des articles plus généraux, voir Climat de l'Île-de-France et Climat de Seine-et-Marne.
En 2010, le climat de la commune est de type climat océanique dégradé des plaines du Centre et du Nord, selon une étude du CNRS s'appuyant sur une série de données couvrant la période 1971-2000. En 2020, Météo-France publie une typologie des climats de la France métropolitaine dans laquelle la commune est exposée à un climat océanique altéré et est dans la région climatique Sud-ouest du bassin Parisien, caractérisée par une faible pluviométrie, notamment au printemps (120 à 150 mm) et un hiver froid (3,5 °C).
Pour la période 1971-2000, la température annuelle moyenne est de 11,3 °C, avec une amplitude thermique annuelle de 15,8 °C. Le cumul annuel moyen de précipitations est de 685 mm, avec 11 jours de précipitations en janvier et 7,6 jours en juillet. Pour la période 1991-2020, la température moyenne annuelle observée sur la station météorologique la plus proche, située sur la commune de Nainville-les-Roches à 8 km à vol d'oiseau, est de 11,5 °C et le cumul annuel moyen de précipitations est de 702,3 mm,. Pour l'avenir, les paramètres climatiques de la commune estimés pour 2050 selon différents scénarios d'émission de gaz à effet de serre sont consultables sur un site dédié publié par Météo-France en novembre 2022.

### Milieux naturels et biodiversité

#### Espaces protégés
La protection réglementaire est le mode d’intervention le plus fort pour préserver des espaces naturels remarquables et leur biodiversité associée,.
Dans ce cadre, la commune fait partie d'un espace protégé, le parc naturel régional du Gâtinais français, créé en 1999 et d'une superficie de 75 567 ha. D’une grande richesse en termes d’habitats naturels, de flore et de faune, il est un maillon essentiel de l’Arc sud-francilien des continuités écologiques (notamment pour les espaces naturels ouverts et la circulation de la grande faune),.
La réserve de biosphère « Fontainebleau et Gâtinais », créée en 1998 et d'une superficie totale de 150 544 ha, est un espace protégé présent sur la commune. Cette réserve de biosphère, d'une grande biodiversité, comprend trois grands ensembles : une grande moitié ouest à dominante agricole, l’emblématique forêt de Fontainebleau au centre, et le Val de Seine à l’est. La structure de coordination est l'Association de la Réserve de biosphère de Fontainebleau et du Gâtinais, qui comprend un conseil scientifique et un Conseil Éducation, unique parmi les Réserves de biosphère françaises,.

#### Réseau Natura 2000

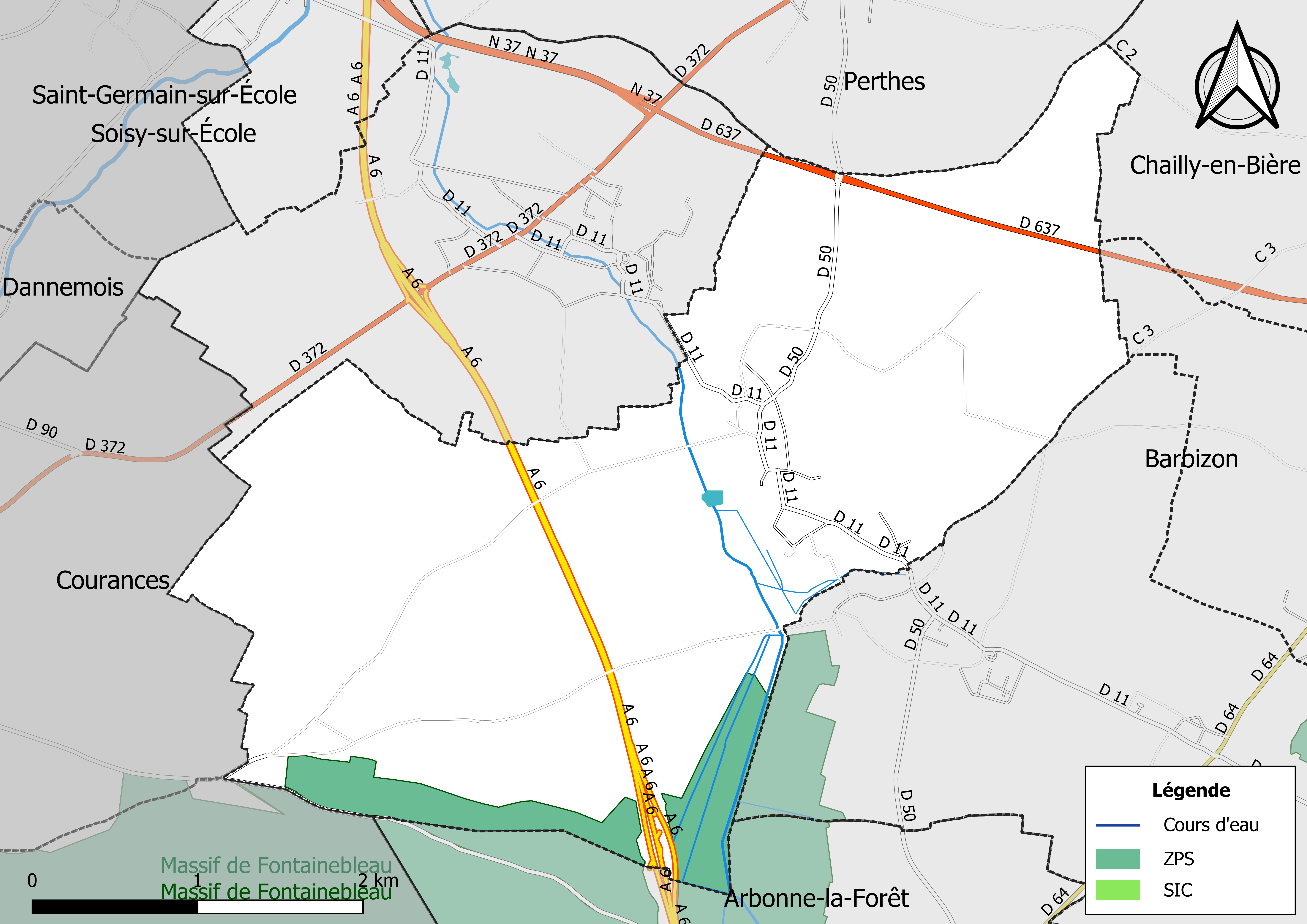
Sites Natura 2000 sur le territoire communal.

Le réseau Natura 2000 est un réseau écologique européen de sites naturels d’intérêt écologique élaboré à partir des Directives « Habitats » et « Oiseaux ». Ce réseau est constitué de Zones spéciales de conservation (ZSC) et de Zones de protection spéciale (ZPS). Dans les zones de ce réseau, les États Membres s'engagent à maintenir dans un état de conservation favorable les types d'habitats et d'espèces concernés, par le biais de mesures réglementaires, administratives ou contractuelles.
Un site Natura 2000 a été défini sur la commune, tant au titre de la « directive Habitats » que de la « directive Oiseaux » :le « Massif de Fontainebleau ». Cet espace constitue le plus ancien exemple français de protection de la nature. Les alignements de buttes gréseuses alternent avec les vallées sèches. Les conditions de sols, d'humidité et d'expositions sont très variées. La forêt de Fontainebleau est réputée pour sa remarquable biodiversité animale et végétale. Ainsi, elle abrite la faune d'arthropodes la plus riche d'Europe (3 300 espèces de coléoptères, 1 200 de lépidoptères) ainsi qu'une soixantaine d'espèces végétales protégées.

#### Zones naturelles d'intérêt écologique, faunistique et floristique

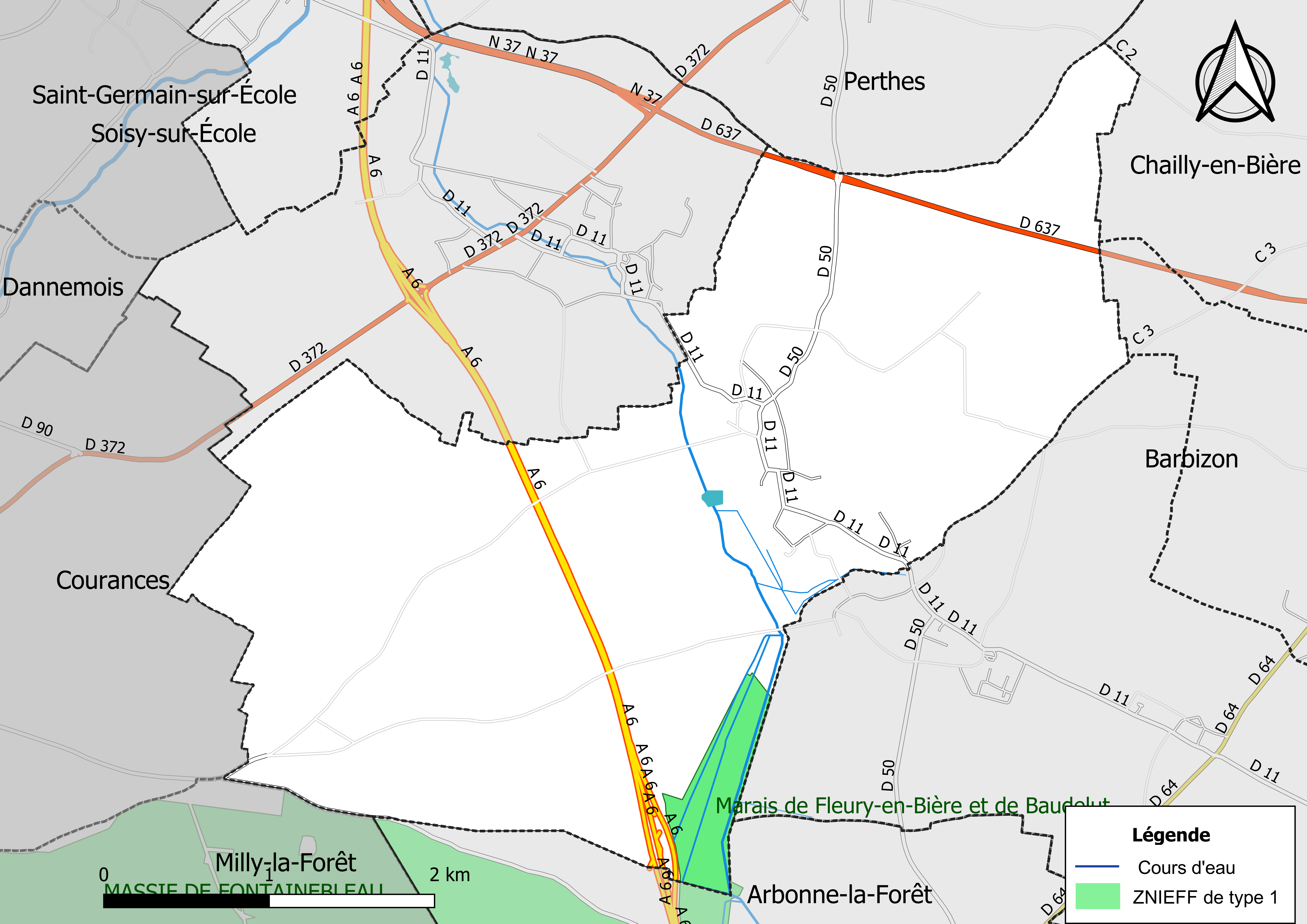
Carte des ZNIEFF de type 1 localisées sur la commune.

L’inventaire des zones naturelles d'intérêt écologique, faunistique et floristique (ZNIEFF) a pour objectif de réaliser une couverture des zones les plus intéressantes sur le plan écologique, essentiellement dans la perspective d’améliorer la connaissance du patrimoine naturel national et de fournir aux différents décideurs un outil d’aide à la prise en compte de l’environnement dans l’aménagement du territoire.
Le territoire communal de Fleury-en-Bière comprend une ZNIEFF de type 1,,, 
les « Marais de Fleury-en-Bière et de Baudelut » (56 ha), couvrant 3 communes du département.

## Urbanisme

### Typologie
Au 1er janvier 2024, Fleury-en-Bière est catégorisée commune rurale à habitat dispersé, selon la nouvelle grille communale de densité à sept niveaux définie par l'Insee en 2022.
Elle est située hors unité urbaine. Par ailleurs la commune fait partie de l'aire d'attraction de Paris, dont elle est une commune de la couronne,. Cette aire regroupe 1 929 communes,.

### Occupation des sols
L'occupation des sols de la commune, telle qu'elle ressort de la base de données européenne d’occupation biophysique des sols Corine Land Cover (CLC), est marquée par l'importance des territoires agricoles (56,3 % en 2018), une proportion sensiblement équivalente à celle de 1990 (56,7 %). La répartition détaillée en 2018 est la suivante :  
terres arables (56,21 %), 
forêts (34,50 %),
zones urbanisées (5,85 %), 
milieux à végétation arbustive et/ou herbacée (2,27 %),
zones industrielles ou commerciales et réseaux de communication (1,07 %),
zones agricoles hétérogènes (0,11 %),.
| Type d’occupation | 1990      | 1990    | 2018      | 2018    | Bilan    |
| --- | --------- | ------- | --------- | ------- | -------- |
| Territoires artificialisés (zones urbanisées, zones industrielles ou commerciales et réseaux de communication, mines, décharges et chantiers, espaces verts artificialisés ou non agricoles) | 91,89 ha  | 6,57 %  | 96,80 ha  | 6,92 %  | 4,91 ha  |
| Territoires agricoles (terres arables, cultures permanentes, prairies, zones agricoles hétérogènes)                                                                                          | 793,22 ha | 56,67 % | 788,31 ha | 56,32 % | −4,91 ha |
| Forêts et milieux semi-naturels (forêts, milieux à végétation arbustive et/ou herbacée, espaces ouverts sans ou avec peu de végétation)                                                      | 514,60 ha | 36,76 % | 514,60 ha | 36,76 % | 0,00 ha  |

Parallèlement, L'Institut Paris Région, agence d'urbanisme de la région Île-de-France, a mis en place un inventaire numérique de l'occupation du sol de l'Île-de-France, dénommé le MOS (Mode d'occupation du sol), actualisé régulièrement depuis sa première édition en 1982. Réalisé à partir de photos aériennes, le MOS distingue les espaces naturels, agricoles et forestiers mais aussi les espaces urbains (habitat, infrastructures, équipements, activités économiques, etc.) selon une classification pouvant aller jusqu'à 81 postes, différente de celle de Corine Land Cover,,. L'Institut met également à disposition des outils permettant de visualiser par photo aérienne l'évolution de l'occupation des sols de la commune entre 1949 et 2018.

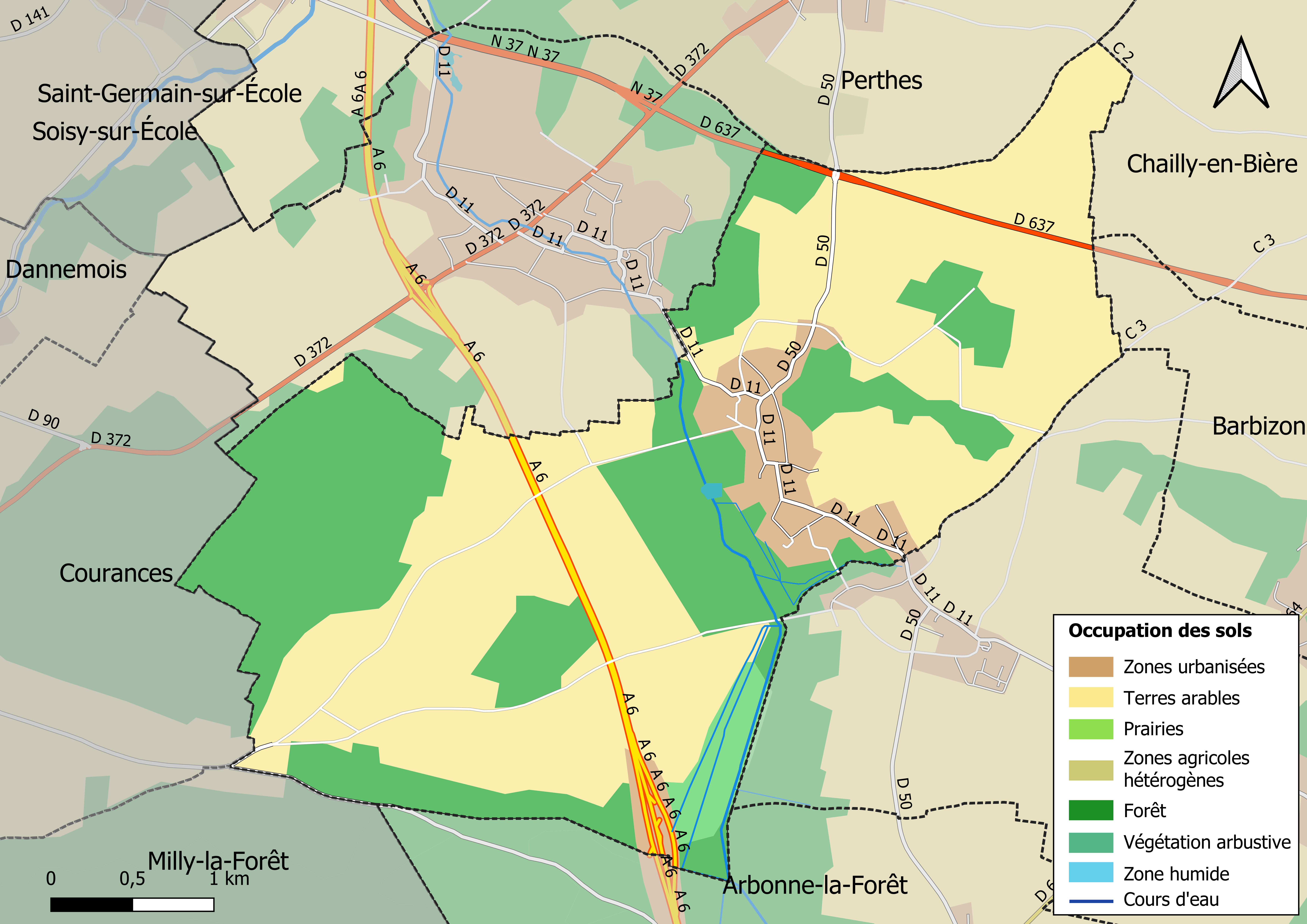
Carte de l'occupation des sols de la commune.
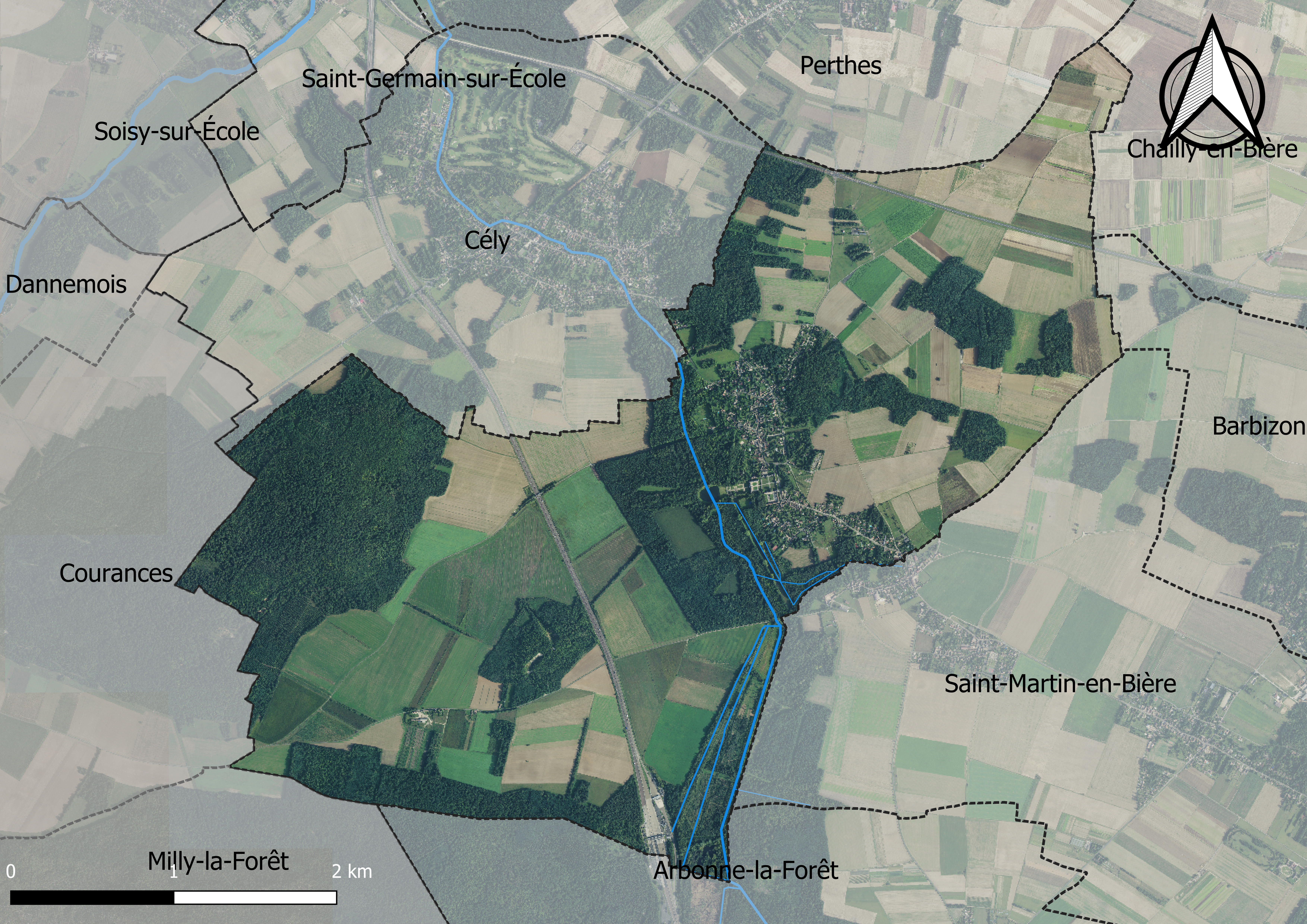
Carte orhophotogrammétrique de la commune.

### Lieux-dits et écarts

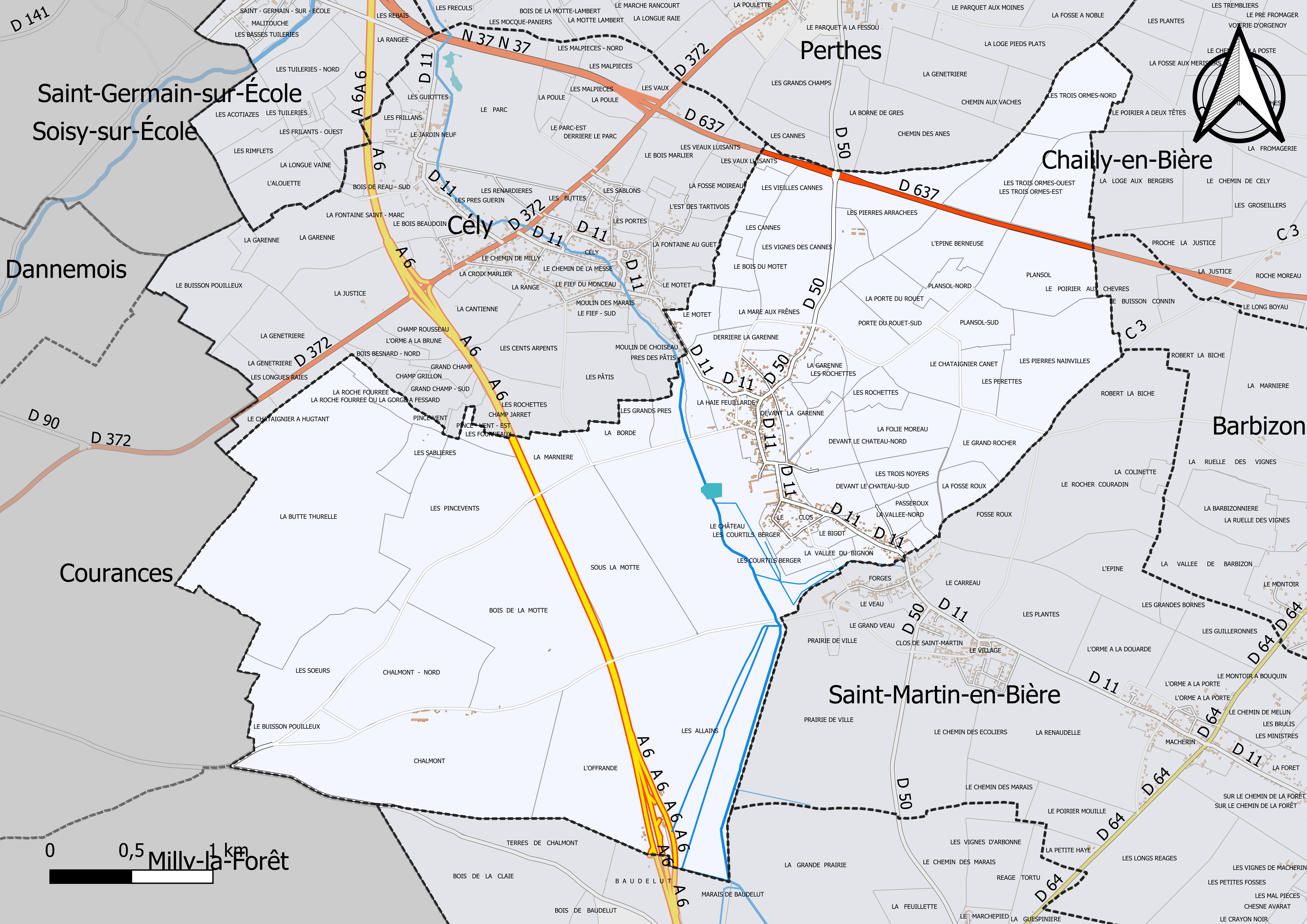
Carte du cadastre de la commune de Fleury-en-Bière.

La commune compte 63 lieux-dits administratifs répertoriés consultables ici (source : le fichier Fantoir).

### Logement
En 2016, le nombre total de logements dans la commune était de 345 dont 98,3 % de maisons. et 1,2 % d’appartements.
Parmi ces logements, 78 % étaient des résidences principales, 14,6 % des résidences secondaires et 7,3 % des logements vacants.
La part des ménages fiscaux propriétaires de leur résidence principale s’élevait à 75,6 % contre 15 % de locataires et 9,4 % logés gratuitement.

### Voies de communication et transports

#### Voies de communication
L’autoroute A6 traverse de part en part, du nord au sud, le territoire de la commune. C'est à Fleury-en-Bière que se situe la barrière de péage nord de l'autoroute au PK 50 (le PK 0 étant l'échangeur Porte-Orléans entre le boulevard périphérique de Paris et l'A6). L'autoroute est accessible par le diffuseur no 13 (Cély) situé à 3 km au nord de la commune.

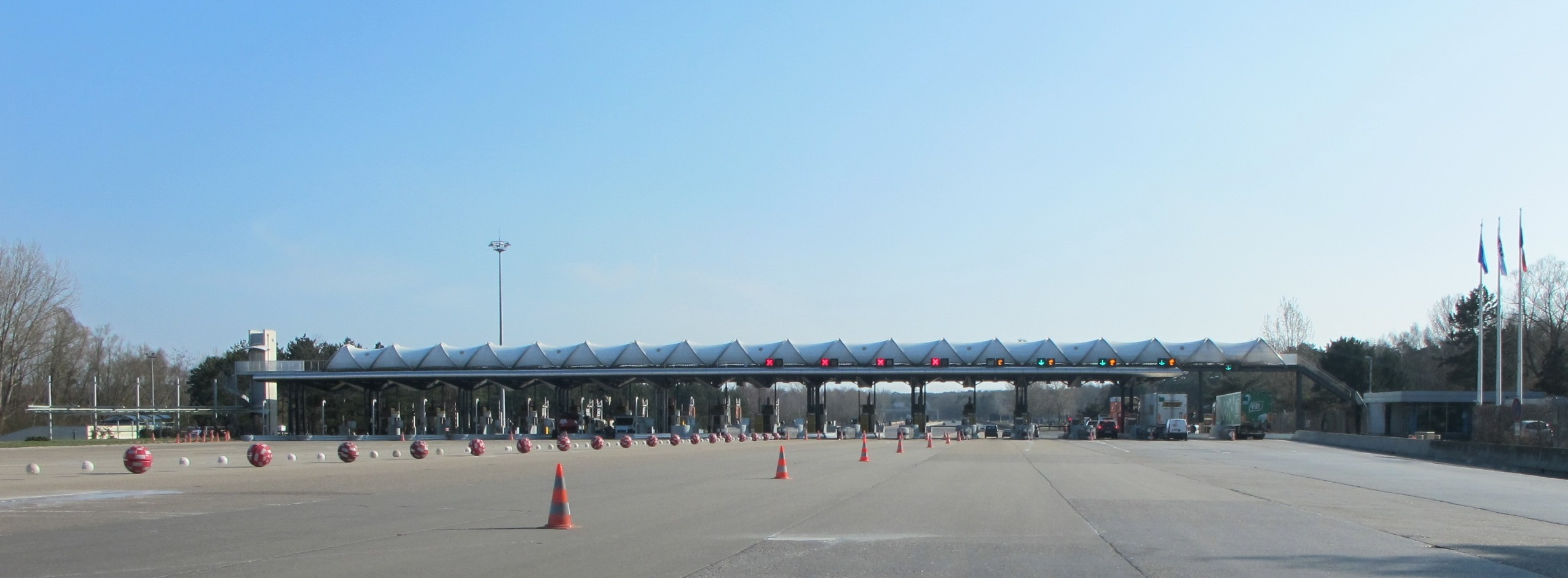
La barrière de péage de Fleury-en-Bière.

Trois routes départementales relient Fleury-en-Bière aux communes voisines :
- la D 11, vers le nord-ouest en direction de Cély et vers le sud-est en direction de Saint-Martin-en-Bière ;
- la D 50, au nord-est relie le bourg à Perthes.
- la D 637, ancienne RN 37, traverse d'ouest en est la commune à l'extrémité nord-est de son territoire, relie l'autoroute A6 à la route nationale 7 et à Fontainebleau.

#### Transports
La commune est desservie par trois lignes du réseau de bus Fontainebleau - Moret :
- la ligne no 14 qui relie Saint-Martin-en-Bière à Melun (gare de Melun) ;
- la ligne no 20 qui relie Soisy-sur-École à Avon ;
- la ligne no 114 qui relie Saint-Martin-en-Bière à Perthes.

## Toponymie
Le nom de la localité est mentionné sous les formes Flori vers 1217 ; Flouriacum in Bieria en 1257 ; Floriacum in Byeria en 1258 ; Flory vers 1265 ; Floury en Byere en 1294 ; Flory in Byeria en 1301 ; Le fort de Flory en Brie en 1367 ; Floury vers 1380 ; Flouri en 1384 ; Flory en Biere en 1385 ; Fleury d'Argouges en 1773 ; Fleury en l'an IX.
Sens du toponyme : domaine gallo-romain appartenant à un certain Flor(i)us avec adjonction du suffixe -acum, floriacum.
Fleury est dans le Pays de Bière.

## Histoire
En 1550, Côme Clausse, seigneur de Marchaumont en Picardie et de Courances, secrétaire des dauphins François puis Henri, secrétaire d'État d'Henri II, achète la seigneurie de Fleury et construit le nouveau château. Il épouse Marie Burgensis, fille de Louis, médecin de François Ier, et sœur de l'évêque Jérôme.
Le fils aîné de Côme Clausse, Henri Clausse de Fleury, Grand-maître et réformateur général des Eaux et Forêts de France, gentilhomme ordinaire de la Chambre, épouse Denise Neufville de Villeroy (sœur de Nicolas IV), hérite de Fleury et achète aux Célestins et aux chanoines du chapitre de Melun la seigneurie de Perthes, et devient aussi seigneur de La Chapelle-la-Reine.
Parmi les enfants d'Henri Clausse et Denise de Neufville, on trouve : Nicolas Clausse, sire de Fleury et de Perthes, aussi Grand-maître des Eaux et Forêts de France, et Madeleine Clausse qui épouse Charles d'Argouges de Rânes.
Finalement, ce sont les d'Argouges de Rânes qui héritent de Perthes et de Fleury ; ils les conservent jusqu'à la Révolution, avec Arbonne et Saint-Martin. L'un des tout derniers seigneurs fut Alexandre-François-Jérôme d'Argouges (1718-† 1782), conseiller du roi, lieutenant civil des villes, prévôté et vicomté de Paris.

## Politique et administration

### Vie politique locale

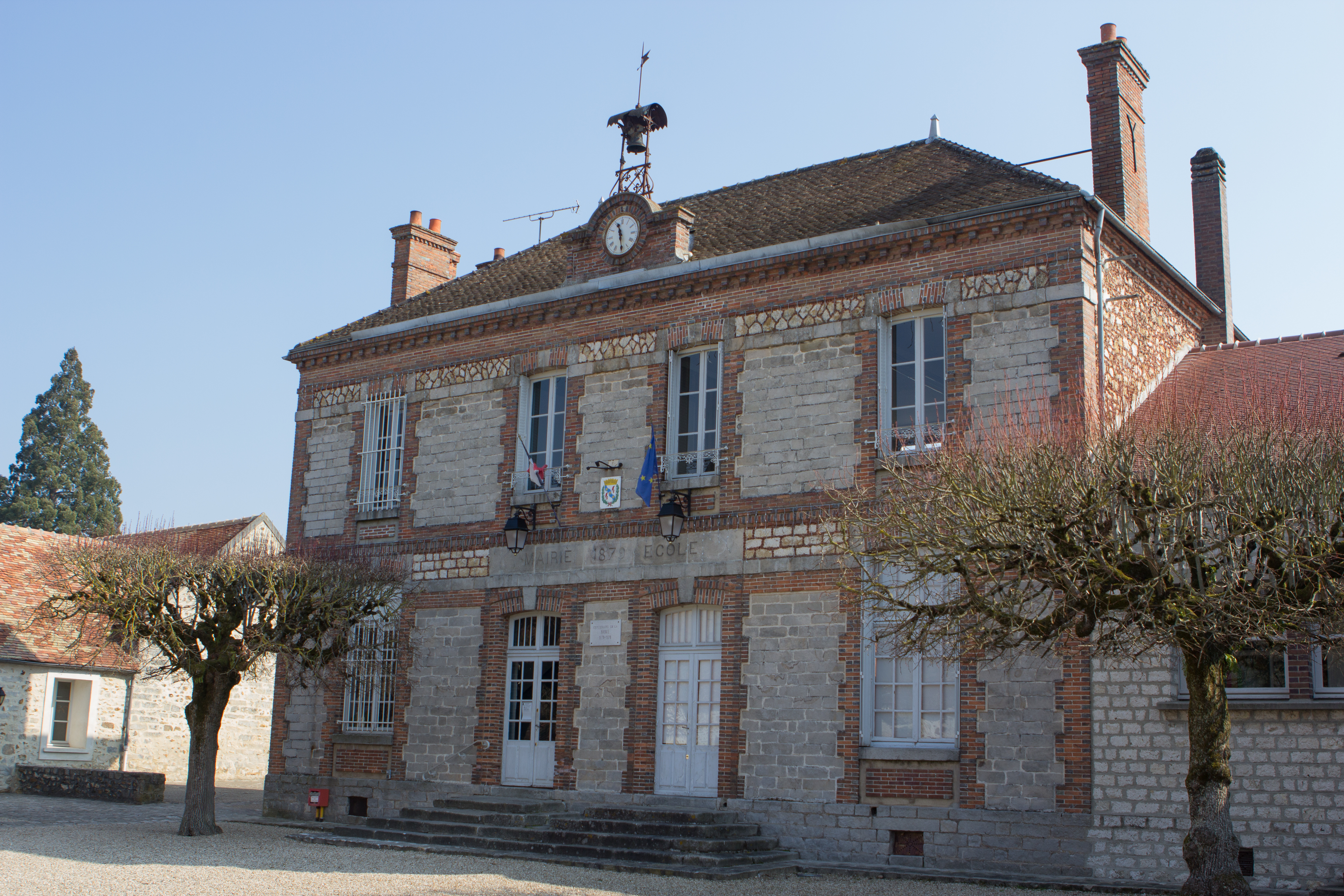
La mairie de Fleury-en-Bière.

Le maire actuel, Alain Richard , préside le conseil municipal. Le nombre d'habitants de la commune étant compris entre 500 et 1 499, le nombre de membres du conseil municipal est de quinze.
La commune de Fleury-en-Bière est rattachée administrativement à l’arrondissement de Melun et politiquement au canton de Perthes représenté par le conseiller général Lionel Walker (PS) et à la Première circonscription de Seine-et-Marne représentée par le député Jean-Claude Mignon (UMP).
L’Insee attribue à la commune le code 77 2 32 185. La commune de Fleury-en-Bière est enregistrée au répertoire des entreprises sous le code SIREN 217 701 853. Son activité est enregistrée sous le code APE 8411Z.
La commune de Fleury-en-Bière est membre de la communauté de communes du pays de Bière qui regroupe dix communes et du parc naturel régional du Gâtinais français qui regroupe 69 communes. En outre, Fleury-en-Bière fait partie de trois syndicats intercommunaux (SI) de rivières : le SI d'adduction d'eau potable de Fleury-en-Bière, le SI d'aménagement du ru de Rebais et de ses affluents et le SI d'assainissement du confluent Rebais et École ; ainsi que des syndicats intercommunaux du collège Christine-Pisan à Perthes et d'électrification du secteur de Melun. En tant que membre de la communauté de communes du Pays de Bière, Fleury-en-Bière adhère au syndicat mixte intercommunal de traitement des ordures ménagères (SMITOM) du centre-ouest Seine-et-Marnais.

### Maires de Fleury-en-Bière
| Période                                  | Période      | Identité                 | Étiquette | Qualité      |
| ---------------------------------------- | ------------ | ------------------------ | --------- | ------------ |
| Les données manquantes sont à compléter. |              |                          |           |              |
| 1897                                     | 1902         | Henri Rémy               |           | Boulanger    |
| 1902                                     | 1907         | Louis-Adrien-Léon Bizord |           | Cultivateur  |
| janvier 1908                             | janvier 1908 | Louis-Philéas Jullemier  |           | par intérim  |
| 30 janvier 1908                          | 1919         | Henri Rémy               |           | Boulanger    |
| 1919                                     | 1937         | Henri Décosses           |           | Entrepreneur |
| 1947                                     | 1967         | Raymond Jullemier        |           | Cultivateur  |
| juin 1995                                | 2020         | Chantal le Bret          | Droite    | Retraitée    |

### Jumelages
Au 1er janvier 2013, Fleury-en-Bière n'est jumelée avec aucune commune.

## Population et société

### Démographie
L'évolution du nombre d'habitants est connue à travers les recensements de la population effectués dans la commune depuis 1793. Pour les communes de moins de 10 000 habitants, une enquête de recensement portant sur toute la population est réalisée tous les cinq ans, les populations de référence des années intermédiaires étant quant à elles estimées par interpolation ou extrapolation. Pour la commune, le premier recensement exhaustif entrant dans le cadre du nouveau dispositif a été réalisé en 2004.

En 2022, la commune comptait 683 habitants, en évolution de +3,33 % par rapport à 2016 (Seine-et-Marne : +3,92 %, France hors Mayotte : +2,11 %).
| 1793 | 1800 | 1806 | 1821 | 1831 | 1836 | 1841 | 1846 | 1851 |
| ---- | ---- | ---- | ---- | ---- | ---- | ---- | ---- | ---- |
| 493  | 527  | 445  | 487  | 511  | 540  | 544  | 540  | 548  |

| 1856 | 1861 | 1866 | 1872 | 1876 | 1881 | 1886 | 1891 | 1896 |
| ---- | ---- | ---- | ---- | ---- | ---- | ---- | ---- | ---- |
| 545  | 549  | 553  | 517  | 510  | 503  | 490  | 498  | 548  |

| 1901 | 1906 | 1911 | 1921 | 1926 | 1931 | 1936 | 1946 | 1954 |
| ---- | ---- | ---- | ---- | ---- | ---- | ---- | ---- | ---- |
| 489  | 442  | 465  | 427  | 406  | 422  | 419  | 345  | 372  |

| 1962 | 1968 | 1975 | 1982 | 1990 | 1999 | 2004 | 2006 | 2009 |
| ---- | ---- | ---- | ---- | ---- | ---- | ---- | ---- | ---- |
| 327  | 361  | 329  | 449  | 456  | 546  | 606  | 614  | 640  |

| 2014 | 2019 | 2022 | - | - | - | - | - | - |
| ---- | ---- | ---- | - | - | - | - | - | - |
| 660  | 647  | 683  | - | - | - | - | - | - |

### Enseignement

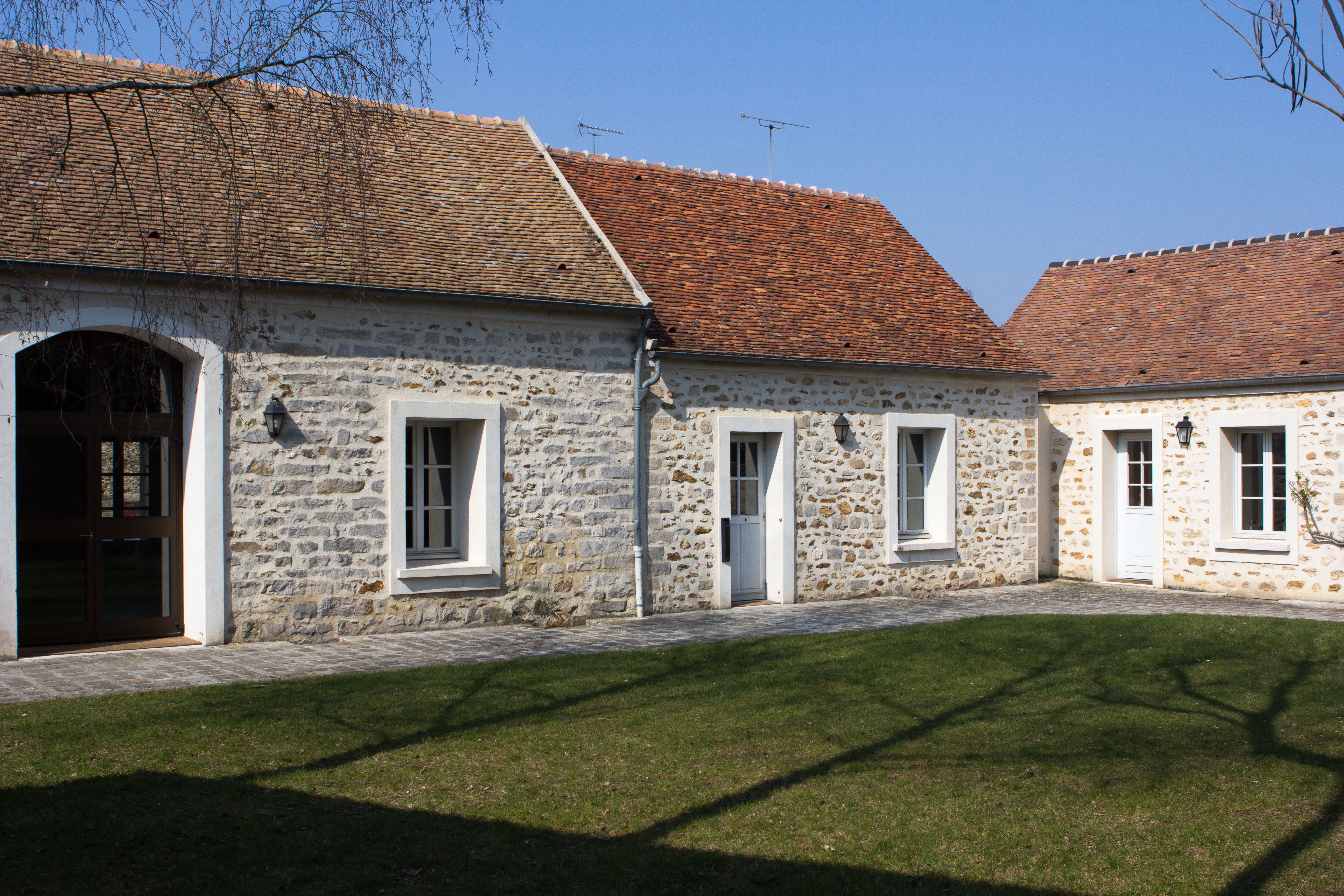
L'école élémentaire de Fleury-en-Bière.

Fleury-en-Bière est située dans l'académie de Créteil. La ville administre une école élémentaire. Le collège de secteur est situé à Perthes (collège Christine-de-Pizan). Les lycéens de la commune ont accès au lycée polyvalent Frédéric-Joliot-Curie de Dammarie-les-Lys, au lycée professionnel Benjamin-Franklin de La Rochette et au lycée des métiers de l'hôtellerie et de la restauration Antonin-Carême de Savigny-le-Temple.

### Médias
Le quotidien régional Le Parisien, dans son édition locale Seine-et-Marne, ainsi que l’hebdomadaire La République de Seine-et-Marne, relatent les informations locales. La commune est en outre dans le bassin d’émission des chaînes de télévision France 3 Paris Île-de-France et d'IDF1. L’information institutionnelle est assurée par plusieurs publications périodiques : Pays de Bière, magazine d’information de la communauté de communes du pays de Bière ; l’Abeille du Parc, magazine d’information du parc naturel régional du Gâtinais français ; Seine-et-Marne Magazine, mensuel diffusé par le conseil général de Seine-et-Marne et le Journal du Conseil régional, bimensuel diffusé par le conseil régional d'Île-de-France.

### Cultes

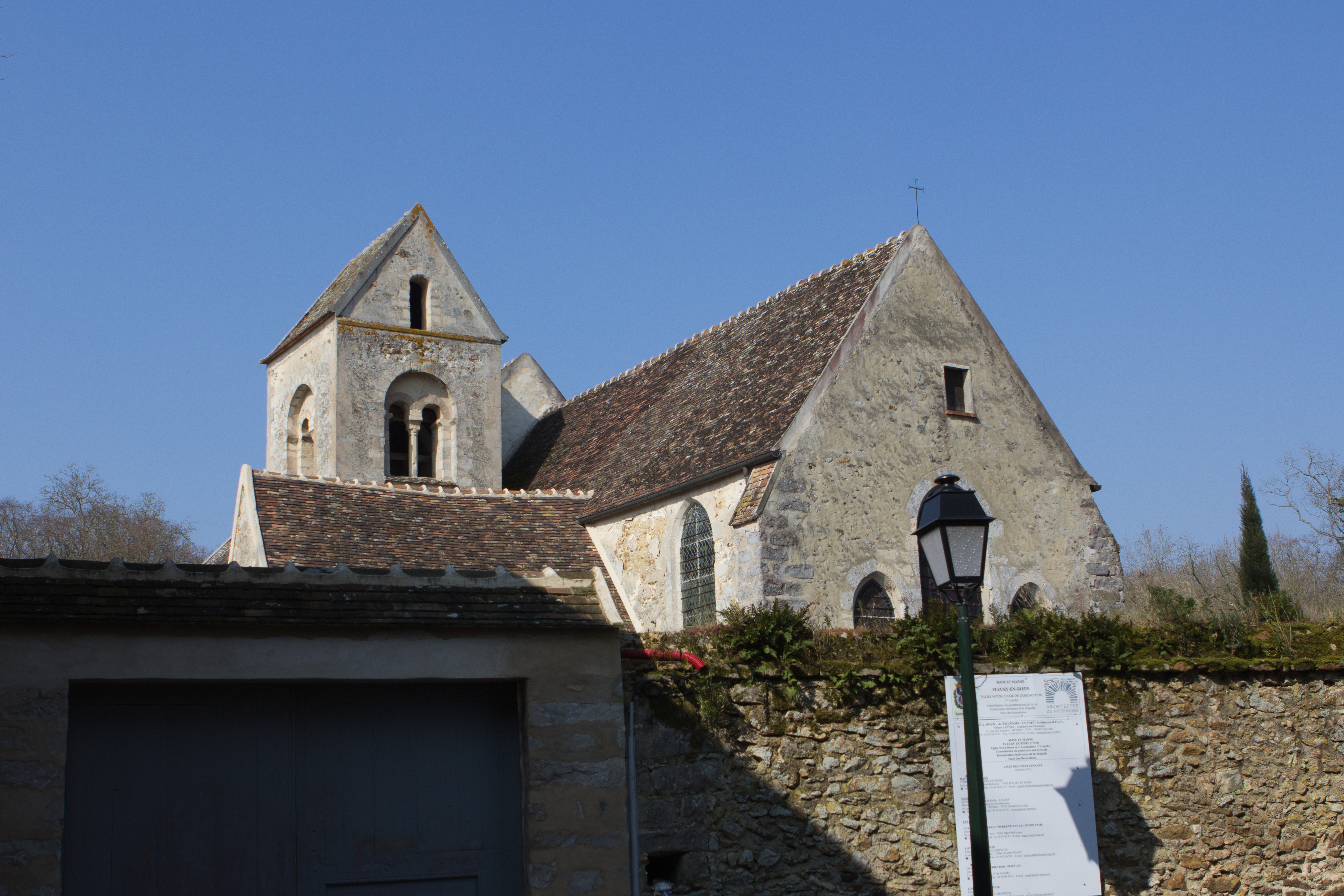
Église Notre-Dame-de-l'Assomption.

La commune de Fleury-en-Bière fait partie de la paroisse catholique « Pôle missionnaire de Fontainebleau » au sein du diocèse de Meaux. Elle dispose de l'église Notre-Dame-de-l'Assomption.

## Économie

### Revenus de la population et fiscalité
Le nombre de ménages fiscaux en 2016 était de 249 représentant 650 personnes et la  médiane du revenu disponible par unité de consommation  de 30 929 €.

### Emploi
En 2017 , le nombre total d’emplois dans la zone était de 84, occupant 315 actifs  résidants.
Le taux d'activité de la population (actifs ayant un emploi) âgée de 15 à 64 ans s'élevait à 73,2 % contre un taux de chômage de 4,5 %. 
Les 22,2 % d’inactifs se répartissent de la façon suivante : 11,7 % d’étudiants et stagiaires non rémunérés, 5 % de retraités ou préretraités et 5,5 % pour les autres inactifs.

### Entreprises et commerces
En 2018, le nombre d'établissements actifs était de 47 dont 1 dans l’industrie manufacturière, industries extractives et autres, 6 dans la construction, 8 dans le commerce de gros et de détail, transports, hébergement et restauration,1 dans l’Information et communication, 2 dans les activités financières et d'assurance, 3 dans les activités immobilières, 12 dans les activités spécialisées, scientifiques et techniques et activités de services administratifs et de soutien, 6 dans l’administration publique, enseignement, santé humaine et action sociale et 8  étaient relatifs aux autres activités de services.
En 2019, 12 entreprises ont été créées sur le territoire de la commune, dont 9 individuelles.
Au 1er janvier 2021, la commune ne disposait pas d’hôtel et de terrain de camping.

## Culture locale et patrimoine

### Patrimoine architectural

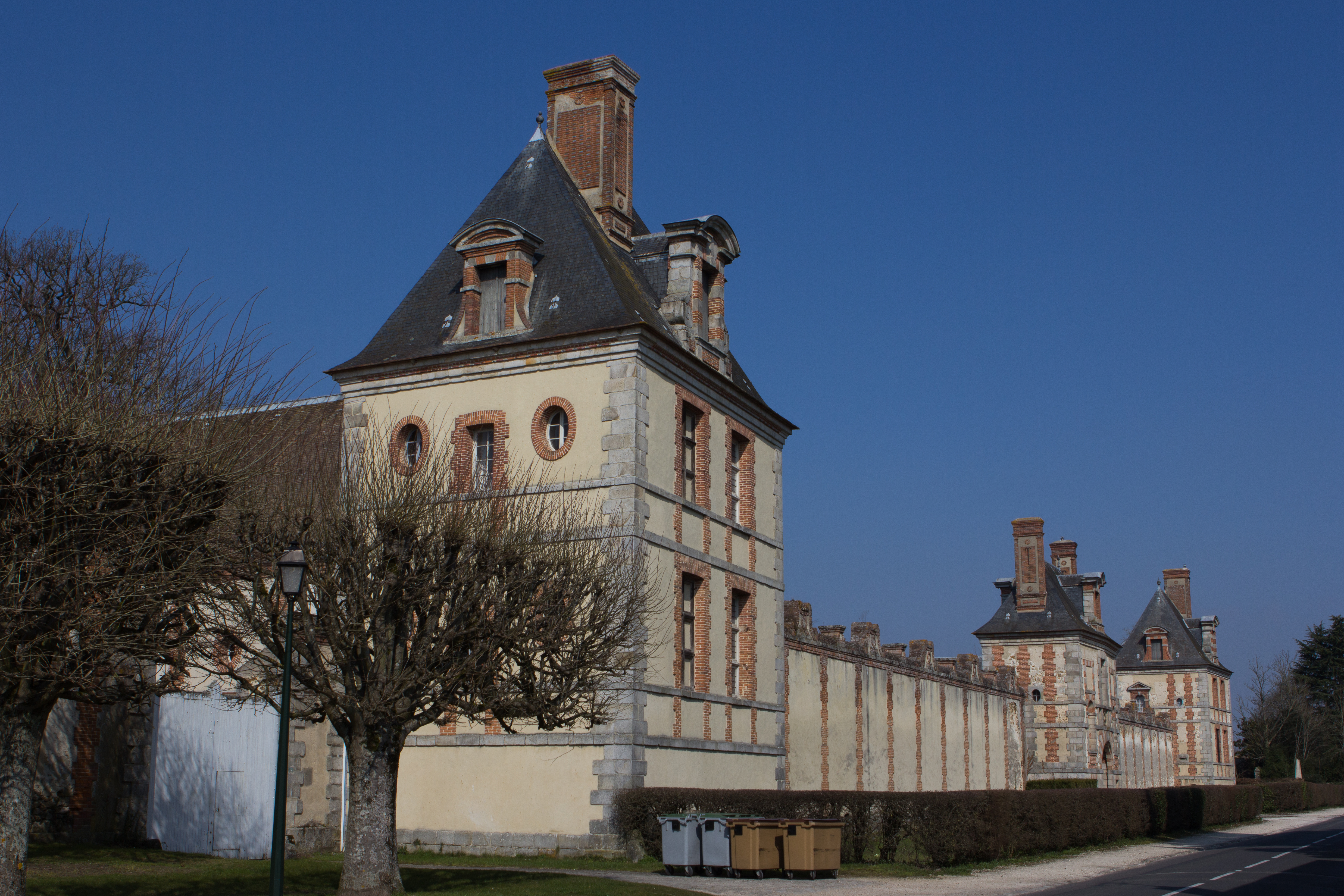
Extérieur du château de Fleury-en-Bière.

- Château de Fleury-en-Bière, demeure privée, classé à l'inventaire des monuments historiques pour le parc, les  communs et la toiture[75]. Les époques de construction vont des XIIe et XVIe siècles au XVIIIe (années 1770-1782). C'est dans ce château que fut créée en 1857 l'Œuvre des campagnes. Le château a été transformé en hôpital militaire pendant la Première Guerre mondiale. Le château et le parc qui l'entoure ont reçu un classement par arrêté du 17 décembre 1947 ; les façades et toitures des communs par arrêté du 5 octobre 1951. Le parc comporte un grand canal de près de 800 mètres de long, d'inspiration vénitienne, prototype du genre en France au XVIe siècle. Le parc a été réaménagé par Jean-Baptiste Chaussard en 1769.
- L'église Notre-Dame-de-l'Assomption, d'architecture romane, date du XIIe siècle. Elle est inscrite en 1926 au titre des monuments historiques[76]. Elle comporte des pierres tombales des XIIIe et XIVe siècles, un tableau attribué au peintre espagnol Francisco de Zurbarán (1598-1664), un autel privilégié dédié au prince de Talmont et des fresques du peintre Dagnan Bouveret (XIXe siècle). À la suite de l'effondrement d'une voûte de plâtre dans la chapelle sud, des peintures ont été mises au jour.

### Personnalités liées à la commune
- Le cardinal-duc de Richelieu y a résidé[réf. nécessaire] ;
- Côme Clausse (†1558), argentier d'Henri II, achète en 1550 la terre de Fleury-en-Bière et fait construire le château ;
- Le prince de Talmont, chef chouan ;
- Martine de Béhague (1869 - 1939), comtesse de Béarn, mécène, posséda le château qu'elle fit entièrement restaurer ;
- Jean Leguay (1909-1989), il avait une résidence secondaire à Fleury-en-Bière.
- Cécile Goldet (1914-2019), conseillère municipale de Fleury-en-Bière.
- Anne Sinclair (née en 1948), ses parents avaient une résidence secondaire à Fleury-en-Bière, où, enfant, elle venait souvent[77].

### Héraldique
| Blason de Fleury-en-Bière | Fleury-en-Bière pour sa communication (plan de la ville, plaques de rues, bulletins municipaux) utilise un blason se lisant : D'argent à la bande ondée d'azur chargée d'une tête de léopard d'or muselée d'un anneau du même et de deux quintefeuilles d'or, accompagnée de deux faucons contournés de gueules et chaperonnés de sable, chacun posé sur un gantelet de gueules mis en pal.. |

### Fleury-en-Bière dans les arts et la culture
- Le nom de la commune est utilisé pour la dénomination de la barrière de péage nord de l'autoroute A6 qui traverse son territoire du nord au sud[78] ;
- Plusieurs scènes des films Les Trois Mousquetaires : « Les Ferrets de la reine » et « La Vengeance de Milady », ont été tournées au château de Fleury-en-Bière[79] ;
- Tournage devant et dans la mairie du film Un long dimanche de fiançailles de Jean-Pierre Jeunet avec Audrey Tautou[réf. nécessaire] ;
- Richelieu aurait échappé à un attentat, complot ourdi par la duchesse de Chevreuse, et fui sur son cheval en galopant jusqu'à Fontainebleau « la barbe sur l'épaule »[réf. nécessaire].